# 本荘武宏
本荘 武宏（ほんじょう たけひろ、1954年4月13日 - ）は、日本の経営者。大阪ガス会長を務めている。大阪府大阪市出身。

## 経歴・人物
1978年に京都大学経済学部を卒業し、同年に大阪ガスに入社した。2009年に取締役に就任し、2013年に副社長を経て、2015年4月に社長に就任。2021年1月に会長に就任。2021年4月に日本ガス協会会長に就任。同年6月に朝日放送グループホールディングス社外取締役に就任。